# Rhodostethia rosea
La gaviota de Ross o gaviota rosada (Rhodostethia rosea), es la única especie que integra el género monotípico: Rhodostethia, de la familia Laridae. Esta ave se distribuye en las regiones árticas de América del Norte y Asia.

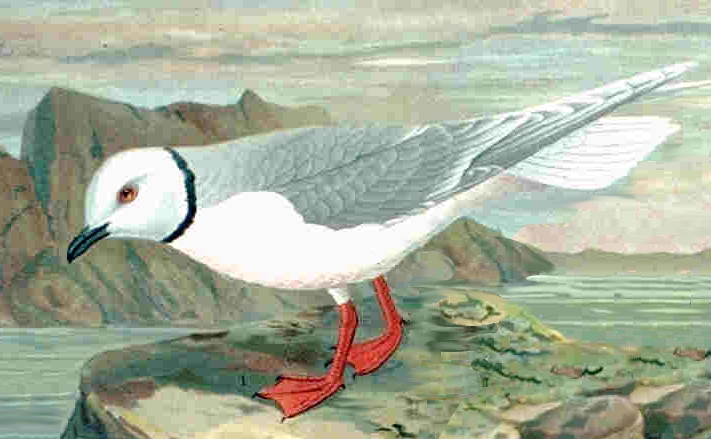
Dibujo de la especie publicado por Johann Friedrich Naumann en el año 1903.

## Distribución
Se reproduce en el Ártico, desde el norte de América del Norte hasta el nordeste de Siberia, desde la península de Taimyr hasta el río Kolyma. También localmente lo hace en Groenlandia, e irregularmente en Canadá.
Migra solo por cortas distancias hacia el sur de su distribución al llegar el otoño. La mayor parte de la población inverna en las latitudes septentrionales, al borde de la banquisa, aunque algunas aves llegar a las zonas más templadas, como el noroeste de Europa. En América del Norte, Un ejemplar ha sido visto tan al sur como el lago Saltón en California, aunque los avistamientos tan australes son extremadamente raros.

## Taxonomía
Esta especie monotípica fue descrita originalmente por el ornitólogo escocés William MacGillivray en el año 1824, bajo el nombre científico de: Larus roseus. Su localidad tipo es: «Península Melville, Canadá». El género también monotípico fue descrito por el mismo autor de la especie, en el año 1842.
Esta ave debe su nombre al explorador británico James Clark Ross.
Las relaciones con otros taxones son más bien oscuras. Se ha sugerido que debería ser trasladada al hoy monotípico género Hydrocoloeus. Si bien se asemeja a Hydrocoloeus minutus en tamaño y plumaje de los juveniles, el plumaje del adulto es muy diferente. El análisis morfométrico sugiere que es un antiguo derivado de un primitivo lárido o de las gaviotas de capucha.  

## Características

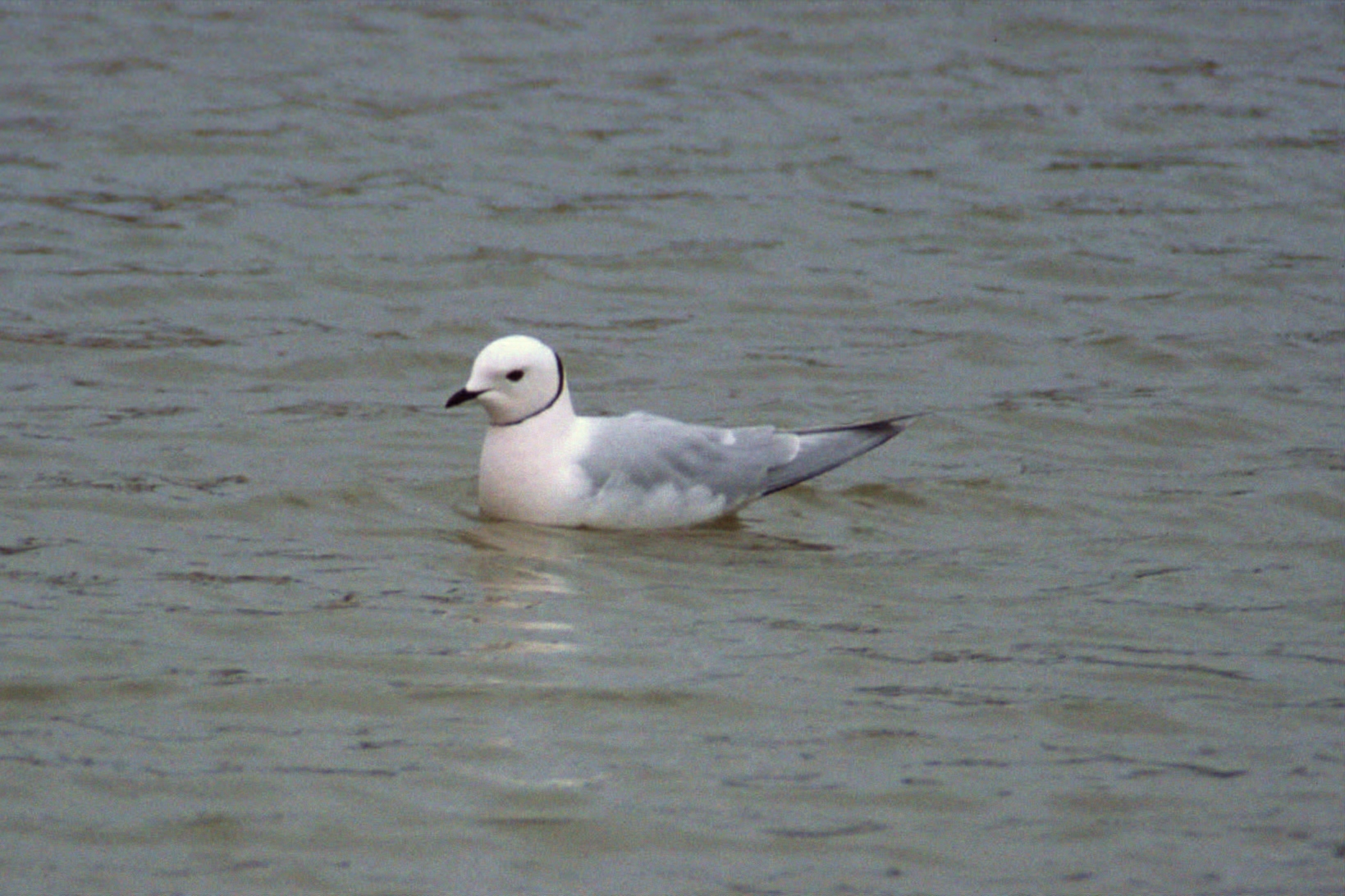
Rhodostethia rosea en Churchill, Manitoba, Canadá.

Esta pequeña gaviota es similar en tamaño y algunas de las características del plumaje a la gaviota enana (Hydrocoloeus minutus). Es ligeramente más grande, con alas más largas, y tiene la cola terminada en punta. Sus patas son de color rojo. El adulto en plumaje nupcial es de color gris pálido dorsalmente y blanco ventralmente, con un rubor rosado en el pecho, y un anillo en el cuello de color negro puro. En el plumaje no reproductivo los tonos del pecho y del collar del cuello se pierden.
Las aves jóvenes se parecen al adulto en plumaje no reproductivo, pero  en vuelo se observa una mancha oscura en forma de letra "W" sobre las alas. Tarda dos años en alcanzar el plumaje del adulto.
Reproducción
Nidifica en áreas pantanosas de los estuarios del Ártico, poniendo 2 a 3 huevos en un  nido hecho sobre la tierra. 

## Conservación
Rhodostethia rosea está categorizada como de «preocupación menor» en la Lista Roja de especies amenazadas que crea y difunde la Unión Internacional para la Conservación de la Naturaleza (UICN).